# Synodontis ricardoae
Synodontis ricardoae är en fiskart som beskrevs av Seegers, 1996. Synodontis ricardoae ingår i släktet Synodontis och familjen Mochokidae. IUCN kategoriserar arten globalt som livskraftig. Inga underarter finns listade i Catalogue of Life.